# Двойной гамбит Мак-Доннелла
Двойно́й гамби́т Мак-До́ннелла (в русской литературе также распространено написание Двойной гамбит Мак-Доннеля) — гамбитное продолжение дебюта слона, возникающее после ходов: 
 1. e2-e4 e7-e5 
 2. Сf1-c4 Сf8-c5 
 3. b2-b4 Сc5:b4 
 4. f2-f4.
Относится к открытым началам.
Дебют разработан в начале XIX века ирландским шахматистом Александром Мак-Доннеллом, впоследствии гамбит периодически применял Вильгельм Стейниц. Для современной турнирной практики не характерен.
Данное начало сочетает в себе идеи гамбита Эванса и королевского гамбита. Принятие пешки f4 позволяет белым развить опасную атаку, вследствие чего теория в данной позиции считает предпочтительным ход 4. …d7-d5.

## Варианты
- 4. …e5:f4 5. Кg1-f3 Сb4-e7 6. d2-d4 Сe7-h4+ 7. g2-g3 f4:g3 8. 0-0 g3:h2+ 9. Крg1-h1 — гамбит четырёх пешек.

## Примерная партия
Серафино Дюбуа — Луи Симеон Лекривэн, Париж, 1855
1. e2-e4 e7-e5 2. Сf1-c4 Сf8-c5 3. b2-b4 Сc5:b4 4. f2-f4 e5:f4 5. Кg1-f3 Кb8-c6 6. c2-c3 Сb4-c5 7. d2-d4 Сc5-b6 8. Сc1:f4 d7-d6 9. 0-0 Кg8-e7 10. Кf3-g5 0-0 11. Фd1-h5 h7-h6 12. Кg5:f7 Лf8:f7 13. Фh5:f7+ Крg8-h8 14. Сf4:h6 g7:h6 15. Лf1-f6 Кe7-g8 16. Лf6-g6 1-0 Мат неизбежен.